# Малешевски партизански одред
Малешевски (Малешки) народноослободилачки партизански одред формиран је на локалитету Паруца, кота 1356 на планини Плачковици и деловао је од 25. августа до новембра 1944. године. Одред је формирало 50 бораца из Малешева (околина Берова и Пехчева). Одред је нападао мања непријатељска упоришта, уништавао општинске архиве, спречио реквизицију од августа до септембра и вршио агитацију и мобилизацију нових бораца. Део бораца из одреда ушао је у састав Тринаесте и Четрнаесте бригаде Педесете македонске дивизије НОВЈ током друге половине септембра 1944. године. После формирања Команде области у Берову и команди места за Берово и Пехчево, вршио је главну безбедносну заштиту.